# Болотов, Валериан Владимирович
Валериа́н Влади́мирович Болотов (2 июля 1887 — 25 сентября 1965, Ленинград) — русский и советский инженер-гидротехник, электроэнергетик, экономист, доктор технических наук (1943), профессор, заслуженный деятель науки и техники РСФСР.

## Биография
В 1914 году окончил электромеханическое отделение Санкт-Петербургского политехнического института. Работал инженером Отдела земельных улучшений (1916—1919 гг.) в Петрограде и в Череповце (1919—1922 гг.). С 1922 по 1926 год — на Волховской ГЭС. Более 40 лет занимался научной и преподавательской работой во 2-м ППИ в 1923—1924 годы, в Ленинградском политехническом институте с 1924 по 1965 год, в Среднеазиатском и Киевском политехнических институтах (1941—1943 гг. Ташкент). Кандидат экономических наук (1935 г.), доктор технических наук (1943 г.) профессор (1935 г.). Заведовал кафедрами «Гидроэлектрические станции», «Организация и планирование энергетического производства», «Экономика и организация энергетического производства». Работал деканом Инженерно-экономического факультета ЛПИ, в Энергетическом институте АН СССР, в Энергетическом институте АН УзССР руководил энергетическим сектором.
Занимался теоретическими вопросами развития энергетических систем и их объединения, методами построения энергетических балансов, методами расчета энергетических резервов.

## Награды
- Орден Ленина (1954)
- медаль «За доблестный труд в Великой Отечественной войне 1941—1945 гг.»
- Заслуженный деятель науки и техники РСФСР

## Память
Мемориальная доска в Санкт-Петербургском политехническом университете Петра Великого.